# Old Town (Staten Island)
Old Town es un vecindario en el borough de Staten Island de la ciudad de Nueva York (Estados Unidos). Old Town se estableció en agosto de 1661 como parte de New Netherland y fue el primer asentamiento europeo permanente en Staten Island. Originalmente descrito como "Oude Dorpe" (pueblo antiguo en holandés), gran parte de su territorio original constituye lo que hoy es South Beach, con partes de Midland Beach y Dongan Hills. El área fue poblada por un grupo de holandeses, valones (de lo que ahora es el sur de Bélgica y sus fronteras con Francia) y protestantes franceses (huguenotes) liderados por el valón Pierre Billiou.
El casco antiguo actual se describe típicamente como el vecindario bordeado por Grasmere al norte, Dongan Hills al sur, South Beach al este y Concord al oeste. El vecindario cuenta con el servicio de la estación Old Town del Ferrocarril de Staten Island. Old Town también cuenta con los autobuses locales S78 y S79 SBS en Hylan Boulevard y los autobuses locales S74, S84, S76 y S86 en Richmond Road. El servicio de autobús expreso es proporcionado por SIM1 y SIM5 en Hylan Boulevard y SIM15 en Richmond Road.

## Lugares notables
El vecindario alberga el campus del diario de mayor circulación de Staten Island, Staten Island Advance, un periódico al que le gusta referirse a Old Town como Grasmere o Dongan Hills, aunque sus residentes se refieren a él como Old Town.
La Academia de St. Dorothy, es una escuela primaria católica privada está ubicada en Hylan Boulevard en Old Town.
Carmel Richmond Healthcare and Rehabilitation Center (anteriormente Carmel Richmond Nursing Home), es un hogar de ancianos católico se encuentra en Old Town Road. El hogar fue establecido por las hermanas de la Orden Carmelita en la década de 1970.
A Very Special Place,es  una escuela para niños con discapacidades del desarrollo se abrió en Quintard Street a fines de la década de 1990.

## Gente notable
James Oddo, un político estadounidense y miembro del Ayuntamiento de Nueva York es un antiguo residente de Old Town.